# André Fanton
André Fanton (ur. 31 marca 1928 w Gentilly, zm. 19 czerwca 2025 w Paryżu) – francuski polityk i prawnik, wieloletni deputowany Zgromadzenia Narodowego i poseł do Parlamentu Europejskiego.

## Życiorys
Ukończył studia prawnicze, od 1952 praktykował jako adwokat przy sądzie apelacyjnym w Paryżu. W 1958 kierował biurem ministra sprawiedliwości Michela Debré.
Politycznie związany z prawicą, działał kolejno w Unii na rzecz Nowej Republiki, Unii Demokratów na rzecz Republiki i Zgromadzeniu na rzecz Republiki. Przez wiele lat należał do Zgromadzenia Narodowego (1958–1969, 1973–1978, 1986–1988, 1993–1997). Od 1969 do 1972 pozostawał sekretarzem stanu w ministerstwie obrony. W latach 1962–1969, 1980–1982 i 1984–1989 był posłem do Parlamentu Europejskiego. Należał do Europejskich Postępowych Demokratów (I kadencja) i Europejskiego Sojuszu Demokratycznego (II kadencja). W 1983 został pierwszym zastępcą mera Lisieux, od 1985 do 2004 zasiadał w radzie departamentu Calvados. Kandydował też m.in. na mera Poitiers.